# 4 Batalion Radiotechniczny
4 Batalion Radiotechniczny (4 brt) – pododdział Wojsk Radiotechnicznych Sił Zbrojnych PRL i RP.

## Formowanie i zmiany organizacyjne
Batalion został sformowany 20 czerwca 1974 roku na bazie posterunków radiolokacyjnych: Druchowo, Łaguny, Biała Podlaska i Pacew.
W 1995 roku jednostka otrzymała sztandar.
W 1997 roku, w związku z rozformowaniem 1 Brygady Radiotechnicznej, batalion został podporządkowany dowódcy 2 Brygady Radiotechnicznej w Bydgoszczy.
W grudniu 2001 roku rozformowano dowództwo batalionu i 142 kompanię radiotechniczną w Łagunach, a pozostałe pododdziały zostały włączone w skład 8 batalionu radiotechnicznego.

## Odznaka pamiątkowa
Odznaka stanowi  czworobok o wymiarach 40x30 mm, wklęsłych bokach i ściętych narożnikach. Pokryty jest ciemnoniebieską, emalią na którego tle narysowany jest układ antenowy stacji radiolokacyjnej. W centrum odznaki nałożona owalna tarcza z zieloną, siatką, innego typu anteny stacji radiolokacyjnej, a na nią, kolejna tarcza z herbem Warszawy, zwieńczona złotą koroną. W dolnej części odznaki czarny numer i inicjały jednostki 4 brt.
Odznakę zaprojektował Andrzej Cwer i Paweł Skrzeczkowski, a wykonana została w pracowni grawerskiej Adama Sroki w Nowej Hucie.

## Dowódcy batalionu
- mjr Józef Sosiński
- ppłk Stanisław Hernik
- mjr Bogdan Głowczyński
- mjr Marek Grzybowski
- mjr Włodzimierz Zaręba
- mjr Kazimierz Kotlewski